# Михама-ку
Михама-ку (яп. 美浜区) — район города Тиба префектуры Тиба в Японии. По состоянию на 1 июня 2013 года население района составило 149 096 человек, плотность населения — 7 050 чел / км ².

## История
Территория нынешнего района Михама-ку являлась дном Токийского залива пока в 1912 году не начались работы по осушению 19 км побережья в связи со строительством здесь первого в Японии гражданского аэродрома. Сейчас на его месте располагается Памятный центр гражданской авиации. После Второй мировой войны наметился рост мегаполиса Токио, требовались новые территории под заводы и жилые здания. Под решение этой проблемы был осуществлён и развивался проект Нового Города Кайхина в 1969-1995 годах. 
Район Михама-ку был создан 1 апреля 1992 года, когда Тиба получила статус города, определённого указом правительства.

## Экономика
Район Михама-ку в основном служит региональным коммерческим центром и спальным районом Тибы и Токио. Центральный офис компании Æon, конгресс — центр Макухари Мессе и бейсбольный стадион Тиба Маринэ располагаются в Мидори-ку.

## Транспорт
Железнодорожный:
- Линия Кэйё: станции Кайхин-Макухари, Кэмигава-Хама и Инагэ-Кайган.